# Колобов Леонід Миколайович
Леонід Миколайович Ко́лобов (1873, Вологда — 15 грудня 1942, Омськ) — російський театральтний актор; заслужений артист РРФСР. Народний артист Української РСР з 1938 року.

## Біографія
Народився у 1873 році в місті Вологді (нині Росія). Сценічну діяльність почав у 1895 році в Ярославському театрі. У 1896—1901 роках працював в антрепризі Зінаїди Малиновської у Ярославлі; у 1901—1915 роках — в харківських антрепризах Олександри Дюкової, О. Соколовського, Миколи Синельникова.
Протягом 1915—1923 років служив у Курському драматичному театрі, був його останнім антрепренером; з 1923 року — у Ростовському драматичному театрі; у 1925—1926 роках грав у Саратовському театрі драми; з 1928 року — у Томському драматичному театрі; у 1930—1931 роках — в Омському драматичному театрі; грав у трупі Ліни Самборської у містах Кузбасу та Сибіру. У 1933—1934 роках — артист Харківського драматичного театру; у 1934—1935 роках — Курського драматичного театру; з 1935 по 1938 рік — знову у Харківському драматичному театрі. З 1938 року і до смерті грав в Омському драматичному театрі.
Помер в Омську 15 грудня 1942 року. Був похований на Козачому цвинтарі Омська. При знесенні цвинтаря його прах перенесено на Старо-Північний цвинтар міста.

## Ролі
- Молчалін, Фамусов («Лихо з розуму» Олександра Грибоєдова);
- Князь Мишкін («Ідіот» за Федором Достоєвським);
- Кулигін, Фірс («Три сестри», «Вишневий сад» Антона Чехова);
- Тихон, Аркашка, Подхалюзін, Шмага («Гроза», «Ліс», «Свої люди — розрахуємося», «Без вини винні» Олександра Островського);
- Расплюєв («Весілля Кречинського» Олександра Сухово-Кобиліна);
- Осип, Городничий («Ревізор» Миколи Гоголя);
- Єгор Буличов, Лука («Єгор Буличов та інші», «На дні» Максима Горького);
- Каренін («Анна Кареніна» за Левом Толстим);
- Медведєв («Слава» Віктора Гусєва);
- Хагберг («Люди в білих халатах» Сідні Кінгслі);
- Іудушка («Іудушка Головльов» за Михайлом Салтиковим-Щедріним);
- Фаюнін («Нашеся» Леоніда Леонова).